# Nemanja Kuzmanović
Nemanja Kuzmanovič (srbskou cyrilicí Немања Кузмановић; * 27. května 1989 Šabac) je srbský fotbalový útočník, v současnosti hrající za český klub MFK Havířov.